# Anopheles acaci
Anopheles acaci är en tvåvingeart som beskrevs av Francisco E. Baisas 1946. Anopheles acaci ingår i släktet Anopheles och familjen stickmyggor. Inga underarter finns listade i Catalogue of Life.